# Moalboal
Moalboal è una municipalità di quarta classe delle Filippine, situata nella Provincia di Cebu, nella Regione del Visayas Centrale.
Moalboal è formata da 15 baranggay:
Questa località sta diventando sempre più famosa tra i subacquei di tutto il mondo, la presenza di barriere coralline ricche di biodiversità favoriscono questa attività ricreativa.
I siti di immersione che rendono Moalboal sempre più attrattiva sono: Savedra, Umbrella, sardine run
- Agbalanga
- Bala
- Balabagon
- Basdiot
- Batadbatad
- Bugho
- Buguil
- Busay
- Lanao
- Poblacion East
- Poblacion West
- Saavedra
- Tomonoy
- Tuble
- Tunga